# 숲생태지도자협회
숲생태지도자협회는 유아에서 성인에 이르기까지 국민모두에게 숲생태․체험환경교육을 통하여 산림문화에 대한 이해와 자연환경보호의식을 고취할 목적으로 2004년 8월 11일 설립 허가된 대한민국 산림청 소관의 사단법인이다. (주)교보생명보험 지원사업을 받아(2003~2011)숲해설가전문과정 및 시니어의 사회참여 일환으로 부설 숲자라미 생태체험교육사업단을 통해 소외된 계층과 유아숲을 통한 미래세대의 생태적 감수성 지원에 기여 하고있다. 산림청인증 산림교육전문가 "숲해설가 전문과정" 지정(제숲해설2012-07호)기관이다. 숲해설가 전문과정운영, 숲과 시니어아카데미운영, 액티브시니어의 다양한 사회참여 및 네트워킹을 지원하고 있다. 생명보험사회공헌위원회 지정법인(2012~2015)이다. 사무실은 서울특별시 성동구 서울숲9길 5 (3층)에 있다.

## 주요 사업
- 숲해설가 전문과정 교육운영
- 부설기관 "숲자라미" 생태체험교육사업단 운영
- 시니어를 위한 생태여가 프로그램 개발운영
- 숲 시니어 관련기관들과 교류 및 협력 증진사업
- 아동, 청소년을 위한 생태교육
- 생태교육 프로그램개발 및 교재개발
- 고령자 등 취약계층 일자리 창출 및 자립지원
- 숲과 시니어 관련 세미나 및 연구